# Danihalli, Alur
Danihalli là một làng thuộc tehsil Alur, huyện Hassan, bang Karnataka, Ấn Độ.